# FEX (groupe)
Ne doit pas être confondu avec Fex.
Fex (stylisé en FEX) est un groupe allemand de new wave basé et formé à Kiel en 1983. Ils sont connus pour leur chanson Subways of Your Mind, aussi connue sous le nom de The Most Mysterious Song on the Internet (La chanson la plus mystérieuse sur Internet), qui est devenue célèbre pour avoir fait l'objet d'une recherche sur Internet de 17 ans pour identifier l'artiste original,,,.
Bien que le groupe n'ait sorti qu'une cassette de 6 chansons à l'époque, le claviériste du groupe Michael Hädrich a révélé durant une séance de questions-réponses sur Reddit que FEX « avait des chansons pour un concert complet de 2 sets ». Une des chansons de la cassette, Jenny, est aussi apparue sur la compilation Zeus Top-Hits en 1985. Fex s'est reformé après avoir été découvert en novembre 2024 lors de la recherche de Subways of Your Mind, et a commencé à sortir plus de chansons à partir de fin 2024, la première étant Goldrush, une des faces B de la cassette,.

## Histoire

### Modulators (1980-1983)
Avant la création de FEX, plusieurs de ses membres étaient dans un groupe appelé Modulators, formé en automne 1980. Ce groupe combinait des paroles allemandes avec des éléments de new wave, de punk et de musique électronique. Le groupe sort un EP appelé Hygiene Hygiene Hygiene en 1982, mais se sépare en 1983. 3 des 6 membres créèrent ensuite FEX, à savoir Ture Rückwardt, sa femme Ilona Rückwardt et Kalle Eckert. 2 membres supplémentaires rejoignirent le groupe en 1984 (Michael Hädrich et Norbert Ziermann). Le 6ème membre, un batteur appelé Heino R., ne rejoindra jamais FEX. 

### Formation (1983-1988)
Selon le guitariste Ture Rückwardt, FEX a débuté dans une salle de répétition de la zone industrielle de Heikendorf. La formation originale comprenait sa femme Ilona comme chanteuse principale ainsi que le bassiste Volker Schenk et le claviériste Kalle Eckert. Volker quittera le groupe en 1983 et Kalle au printemps 1984, et furent remplacés par Jörg Lemcke à la basse et Michael Hädrich au clavier. Ilona et Jörg quitteront le groupe en 1984 lorsqu'Ilona est partie en congé maternité, tandis que Jörg devait mener des études en parallèle du groupe, et ne pouvait plus faire les deux en même temps. Le départ d'Ilona a incité Ture à devenir le chanteur. Le nom du groupe dérive de l'argot -fex du sud de l'Allemagne, similaire à « nerd » ou à « geek », dans le sens de quelqu'un étant très passionné à propos de quelque chose. En 1984, le groupe se composait de Rückwardt, du claviériste Michael Hädrich, du batteur Hans-Reimer Sievers et du bassiste Norbert Ziermann.
FEX a commencé à gagner de la visibilité en dehors de Kiel lorsqu'ils participèrent au concours musical Newcomer Show, présenté en 1984 par Manfred Sexauer, et organisé par le courtier d'assurance Zeus, basé à Hambourg. Le concours s'est déroulé à l'échelle nationale, Fex s'est produit à la salle de concert Glocke à Brême et a réussi à battre sept autres groupes. L'une des récompenses fut de pouvoir inclure un de leur morceaux, Jenny, enregistré au studio Planet Wave, à l'album de compilation Top-Hits sorti en avril 1985,. Fin 1984, FEX entre dans les studios Hawkeye alors très récemment construits à Ganderkesee pour enregistrer une cassette de six chansons. Un article de journal mentionne également leur projet de sortir un vinyle au printemps et de faire une tournée dans le nord et le centre de l'Allemagne en mars 1985. Bien qu'une sortie vinyle n'ait pas eu lieu, le groupe a en effet effectué une tournée dans plusieurs salles allemandes de mars à mai, qui s'est conclue par une apparition en première partie du Bruchhausen-Festival (de) à Bruchhausen-Vilsen le 26 mai. Peu de temps après, Hädrich décide de déménager à Munich et quitte le groupe. FEX a continué à se produire avec une constellation changeante de membres, notamment Dirk Reichardt (de) en remplacement de Hädrich et le retour d'Ilona Rückwardt en tant que chanteuse, mais s'est finalement dissous en 1988,.

### Réunion etSkyscraper(2024-aujourd'hui)
Le 7 novembre 2024, Rückwardt, Hädrich et Ziermann se sont réunis pour interpréter une version acoustique en direct de Subways of Your Mind sur la station de radio allemande NDR 1 Welle Nord. Il s'agissait de la première représentation du groupe depuis sa dissolution dans les années 1980,. Le 8 novembre, Sievers a contacté NDR 1 pour une interview après avoir lu un article sur la réunion du groupe dans un journal local, et a ensuite été mis en contact avec les autres membres du groupe. Les quatre musiciens se sont finalement réunis dans un studio de Hambourg en décembre, avec des sessions d'enregistrement comprenant une nouvelle version de Subways of Your Mind.
Le 9 décembre, le label berlinois The Outer Edge a annoncé la sortie en vinyle 7" de la version démo originale de Subways of Your Mind en single, avec Heart in Danger en face B, pour une sortie en janvier 2025. Il a été mis en précommande sur la page Bandcamp du label le 12 décembre, et la version numérique est sortie le 20. Le jour de Noël 2024, une cassette contenant la version NDR originale de Subways of Your Mind a été trouvée par le groupe et mise à disposition sur les plateformes de streaming en janvier. Peu de temps après, Sievers annonce qu'il quitte FEX en raison d'engagements personnels et familiaux.
Le 16 mai 2025, The Outer Edge annonce la sortie du premier album de FEX, Skyscraper, pour le 10 juillet, contenant des versions remastérisées des 6 chansons de la cassette de 1985 ainsi que 3 nouvelles chansons, Skyscraper, Strange Feeling et Dirty Slapstick, venant aussi d'enregistrements originaux des années 1980. L'enregistrement original de la version de 1984 de Subways of Your Mind de la cassette de Darius S., avec laquelle sa sœur Lydia a débuté la recherche de la chanson, a également été inclus en tant que piste bonus. Darius a par ailleurs fait la couverture de l'album.

## Membres

### Membres actuels
- Michael Hädrich - clavier, chant, guitare (1983-1985 ; 2024-aujourd'hui)
- Ture Rückwardt - compositeur, chant, guitare (1983-1988 ; 2024-aujourd'hui)
- Norbert Ziermann - basse (1984-1988 ; 2024-aujourd'hui)

### Anciens membres
- Ilona Rückwardt - chant (1983-1984 ; 1986-1988)[8]
- Dirk Reichardt - clavier (1985-1988)[21]
- Jörg Lemcke - basse (1983-1984)[22],[23]
- Hans-Reimer Sievers - batterie (1983-1988 ; 2024-2025)
- Volker Schenk - basse (1983)[24],[14]
- Kalle Eckert - clavier (1983-1984)[24],[14]

## Discographie
- Fex (cassette, 1985 ; repressage limité, 2025)
  1. Subways of Your Mind
  2. Heart in Danger
  3. Talking Hands
  4. Jenny
  5. I Got My Eyes on You
  6. Goldrush

- Jenny (compilation Zeus Top-Hits, 1985 - version éditée de la chanson sur la cassette de 1985)

- Subways of Your Mind b/w Heart in Danger (versions remastérisées des deux chansons de la cassette, 2024)
- Subways of Your Mind (Live) (version live enregistrée en mai 1985 au Roxy de Paderborn)
- Subways of Your Mind (version originale de la « chanson la plus mystérieuse » diffusée sur la NDR - version démo antérieure à la version de 1985)
- Subways of Your Mind b/w Talking Hands (versions remastérisées de la version originale de la « chanson la plus mystérieuse » et d'une chanson démo, 2025)
- Skyscraper : Waves From The Past (premier album, incluant l'enregistrement de la version originale de la « chanson la plus mystérieuse » en piste bonus)

1. Skyscraper
2. Subways of Your Mind
3. Goldrush
4. Heart in Danger
5. I Got My Eyes on You
6. Dirty Slapstick
7. Talking Hands
8. Strange Feeling
9. Jenny
10. Subways of Your Mind (enregistrement de la version originale de la « chanson la plus mystérieuse sur Internet », tirée de la cassette de Darius)

- More Waves from the Past (EP contenant d'autres chansons non sorties)

1. Promise (feat. Ilona Rückwardt)
2. Persecution Mania
3. Cold Dreams
4. It's Good to Know

### Autres chansons
- Right and Wrong[25]
- Hard Ride[25]
- Second Hand Love[25]
- Influence[25]
- Talk About[25]
- Killing Joke[25]
- Dead End[25]
- Epcot[25]
- Waiting Song[22]
- Don't Call Me Loser[22]
- We Don't Want It No More

## Liens Externes
- Ressources relatives à la musique :   - Discogs
  - Last.fm
  - MusicBrainz
  - Rate Your Music
- Notices d'autorité :   - ISNI